# 大洲镇 (平南县)
大洲镇，是中华人民共和国广西壮族自治区贵港市平南县下辖的一个乡镇级行政单位。

## 行政区划
大洲镇下辖以下地区：
大洲社区、桂榄村、甘岭村、供月村、福垌村、上垌村、粤发村、马王村、潭龙村、沙冲村、坦坡村、三荣村、益太村和蓝垌村。